# Йозеф Майбек
Йозеф Майбек (нім. Josef Mayböck) — австрійський футболіст, що грав на позиції нападника.

## Клубна кар'єра
В 1934 році перейшов з команди ЛАСК до одного з найсильніших клубів країни — «Вієнни». Провів у ролі гравця основи в цій команді один сезон, який вийшов не надто вдалим, бо команда стала третьою в чемпіонаті і на ранніх стадіях вилетіла в Кубку Австрії і Кубку Мітропи. Майбек загалом зіграв за команду у сезоні 1934-35 25 офіційних матчів і забив 12 голів: 18 матчів і 9 голів в чемпіонаті, 2 матчі і 2 голи в Кубку Австрії, 2 матчі в Кубку Мітропи і 3 матчі і 1 гол у відбірковому турнірі до Кубка Мітропи.
Наступні два роки відіграв у французькому клубі Ліги 1 «Ренн». В 1937 році повернувся до ЛАСКа. В сезоні 1940-41 клуб виступав у вищому дивізіоні чемпіонату Австрії, а Майбек забив 2 голи у 5 матчах.

## Статистика виступів

### Статистика виступів у кубку Мітропи
| №                      | Розіграш               | Стадія                 | Дата та місце проведення | Команда 1              | Рахунок | Команда 2      | Голи та інші дії |
| ---------------------- | ---------------------- | ---------------------- | ------------------------ | ---------------------- | ------- | -------------- | ---------------- |
| 1                      | 1935                   | 1/8                    | 18.06.1935, Відень       | Ферст Вієнна           | 1:1     | Спарта (Прага) |                  |
| 2                      | 1935                   | 1/8                    | 22.06.1935, Мілан        | Спарта (Прага)         | 5:3     | Ферст Вієнна   |                  |
| Всього у кубку Мітропи | Всього у кубку Мітропи | Всього у кубку Мітропи | Всього у кубку Мітропи   | Всього у кубку Мітропи | 2       |                | 0                |